# 第197船団
第197船団（だい197せんだん）とは、太平洋戦争中期の1943年（昭和18年）9月に門司から台湾に向かった輸送船団の一つで、台風の接近情報により奄美大島に退避したものの直撃を受けて多数の座礁艦船を出し、最終的に輸送船3隻を放棄する損害を出した。戦闘行為によらない日本の輸送船団の被害としては最大のものであり、ほかに例がない。
門司と台湾間の輸送船団の船団名については、1944年（昭和19年）に発着地の頭文字を冠する船団名（モタ船団、タモ船団）になるまでは、門司から台湾行が100番台、逆の台湾から門司行が200番台の数字があてられており、一桁の数字が1（101、201）から始まって99（199、299）に達したあとは、再び1（101、201）から始まっていた。「第197船団」は本項のもののほかに、1942年（昭和17年）12月5日門司出港のものがあった。

## 背景

### 直前の状況
第一海上護衛隊（中島寅彦中将）の見立てでは、昭和18年9月の時点で担当航路全般においてアメリカ潜水艦の行動が活発になってきたと判断しており、また、中国大陸からの第14空軍による空襲も活発になりつつあると判断していた。第197船団出航前の門司と台湾間の海域についても、その前に出航した第195船団に加入していた台湾航路の貨客船「大和丸」（日本郵船、9,655トン）が、舟山群島近海でアメリカ潜水艦「スヌーク」 (USS Snook, SS-279) に撃沈されるなどの被害が少なからず出ていた。
第197船団は以下に見るようにタンカー、貨客船、輸送船が入り混じっており、ヒ船団のように（建前上）高速船でそろえたとかいう目立った特徴は有さず、9月の門司から台湾方面へ向かう輸送船団の平均隻数7.6隻をわずかに超える9隻編成の「普通の」輸送船団である。護衛艦が2隻配されている点は、当該月の門司・台湾間の、護衛艦が1隻しか配されていない他の輸送船団とくらべて注目すべきことではあるが、2隻も配した詳細な理由は不明である。

### 船団編制（門司出港時）
第197船団の顔ぶれは以下のとおりであった。

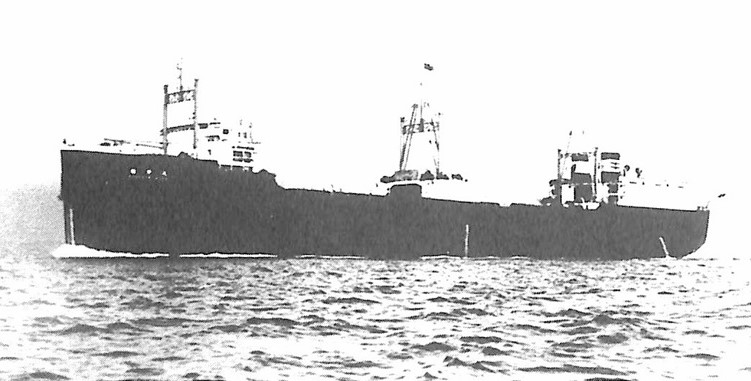
船団で最大の船だった極洋丸（画像は1938年の竣工時）

- 輸送船（A：陸軍徴傭船、B：海軍徴傭船、C：船舶運営会使用船）
  - C：「武豊丸」（日本郵船、6,964トン）：便乗者57名/馬公→ミリ（第十四運航指揮官大野善隆大佐乗船）
  - C：「西寧丸」（大連汽船、4,916トン）：部隊653名/馬公→バンコク
  - B（特設運送船）：「極洋丸」（極洋捕鯨、17,549トン）：航空機14機、雑貨131トン、便乗者339名[7]/馬公→昭南（シンガポール）
  - A：「力行丸」（日本石油、9,181トン）：（空船）/馬公→昭南
  - C：「昌元丸」（石原汽船、4,739トン）：雑貨2,000トン、船客404名/馬公→楡林
  - C：「江蘇丸」（大阪商船、3,179トン）：雑貨2,700トン/馬公→バンコク
  - C：「金嶺丸」（東亜海運、5,949トン）：貨車50両・トラック10台/基隆→楡林
  - C：「鵬南丸」（日本製鐵、5,401トン）：（空船）/基隆→香港
  - C：「丹後丸」（日本郵船、6,893トン）：雑貨5,200トン、船客276名/基隆

- 護衛
  - 水雷艇「真鶴」
  - 特設砲艦「長寿山丸」（朝鮮郵船、2,131トン）

また、予定された航程は以下のとおり。
- 壱岐水道
  - 9月14日正午：北緯32度19分 東経129度12分 / 北緯32.317度 東経129.200度
- 北緯30度00分 東経129度14分 / 北緯30.000度 東経129.233度（変針）
  - 9月15日正午：北緯29度23分 東経128度41分 / 北緯29.383度 東経128.683度
  - 9月16日正午：北緯27度00分 東経126度38分 / 北緯27.000度 東経126.633度（変針）
  - 9月17日正午：北緯26度40分 東経123度17分 / 北緯26.667度 東経123.283度
- 北緯26度30分 東経121度50分 / 北緯26.500度 東経121.833度（変針）
  - 9月18日6時：北緯25度34分 東経121度12分 / 北緯25.567度 東経121.200度（基隆行分離）
  - 9月18日正午：北緯24度58分 東経120度48分 / 北緯24.967度 東経120.800度
- 北緯23度27分 東経119度46分 / 北緯23.450度 東経119.767度（変針）
- （9月17日8時：馬公着）

## 航海
第197船団は9月13日14時45分に門司を出港。この時は「極洋丸」を除く8隻船団であり、「極洋丸」は佐世保港で荷役を行ったのち、9月14日5時30分に出港して8時30分ごろに相崎瀬戸に到達していた第197船団に合流した。第197船団は南西諸島沿いに南下する計画であったが、北緯31度04分 東経129度02分 / 北緯31.067度 東経129.033度の草垣群島近海にいたった14日22時ごろに雷撃を受ける。この攻撃による被害はなかったが、状況確認のため鹿児島港に退避することとなり、9月15日11時30分ごろに到着。2日後の9月17日15時あるいは17時30分に鹿児島港を出港して南下を再開するが、この時、大型の台風が第197船団に迫りつつあった。
この大型台風がいつ発生したのかは定かではないが、1934年（昭和9年）の室戸台風に次ぐ規模のものと推定され、第197船団が鹿児島を出港した直後の9月18日0時時点の位置と規模は「北緯20度00分 東経127度00分 / 北緯20.000度 東経127.000度、730ミリバール〔ママ〕、針路北西、推定速度20キロ」であった。そもそも門司出港時から天候は悪く、鹿児島出港日の17日の時点で台風警報が出されており、さながら悪天候に向かって出港するような形となった。しかし、18日6時50分に台風から避けるため退避する信号が出される。船団加入船に空船が多いこと、加えて護衛の「長寿山丸」が舵機故障を起こしたため、修理も兼ねて名瀬港に退避することとなって9月18日19時に名瀬に入港した。ところで、台風は18日0時の予報のとおりならば北西方向にそのまま去っていくわけであったが、実際には予報に反して19日正午には北緯22度42分 東経127度00分 / 北緯22.700度 東経127.000度、19日18時には北緯27度00分 東経130度00分 / 北緯27.000度 東経130.000度と奄美大島に刻一刻と近接していった。いわば、第197船団は台風に飲み込まれたいがために名瀬に避難した形となった。

## 座礁

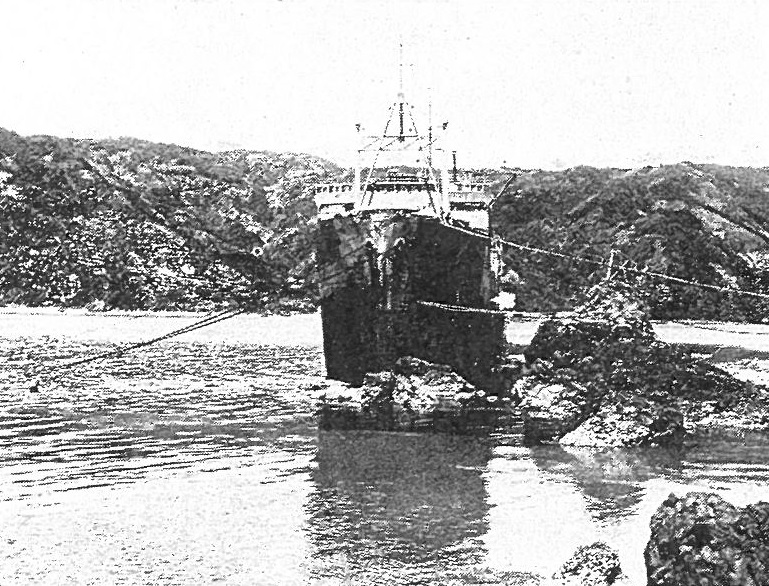
名瀬港で座礁した極洋丸（1943年9月）

第197船団が避退した名瀬港は、1950年（昭和25年）公布の港湾法第2条第9項において避難港の一つに指定されている港湾であるが、この第197船団の避難先としては、「極洋丸」の損害補償に関する交渉を担当した損害保険料率算定会の妹尾正彦が提出した請願書の中で、名瀬港は偏北風のときは波濤激しく好錨地ではないことを水路誌が指摘しており、また走錨の危険性も大であったことを明らかにしている。さらに、台風の進路が不明な時点で早々に名瀬港を避難先に選定したことは無謀であったとする。また、台風が奄美大島の西を通れば南からの風、東を通過知れば北寄りの風となり、台風の進路如何では名瀬港の風向きは推測できたとしている。第一海上護衛隊も必ずしも無策だったわけでなく、いったんは古仁屋への退避も検討をしていたが、暴風雨が激しく移動がかなわなかったことを報告している。
はたして、名瀬港に退避した第197船団の加入船は接近する台風からの暴風にあおられ、19日12時30分には出港命令が出されて圏外に出る試みもなされたものの、間もなく出港中止の命令が出て名瀬港にとどまることとなった。加入船は荒天準備を行って台風通過を待ったものの、台風は名瀬の東方55キロを通過して風速は53メートルを記録するなど猛威は衰えていなかった。19時ごろには視界が全くなくなり、21時ごろから荒天準備の甲斐なく加入船が波浪に翻弄されて次々と座礁する事態となった。遭難船の状況は次のとおりであった。
- 「武豊丸」：19日23時、大熊港山羊島212度2,200メートルの地点に座礁[23]
- 「極洋丸」：19日23時48分、大熊港山羊島80度400メートルの地点に座礁[24]
- 「金嶺丸」：座礁するも、自力で離礁[25]
- 「江蘇丸」：19日16時に出港するも20日0時ごろに操舵不能に陥り、奄美大島宮古埼77度1,700メートル地点に座礁、行方不明2名、負傷者3名[26]
- 「鵬南丸」：山羊島196度600メートルの地点に座礁、舵機破損（流失）により航行不能[27]
- 「丹後丸」：19日21時20分、立神灯台380度〔ママ〕680メートル地点に座礁[11][28]
- 「長寿山丸」：22時15分走錨となり、20日0時45分立神灯台南方付近に座礁[29]
- 「真鶴」：錨鎖切断の上、19日23時45分山羊島の83度1,100メートル地点に艇首を北西方向に向けた状態で座礁[30]

また、第197船団が当初退避予定先としていた古仁屋でも、特設砲艦「富津丸」（摂津商船、2,933トン）が、やはり台風によって座礁していた。

## 救難
名瀬に残された被害艦船の状況はさまざまであった。まず護衛艦の状況を見ると、「長寿山丸」は自力での離礁を試み、9月20日23時35分に離礁に成功したが、舵機故障で人力操舵に頼らなければならず、護衛任務からは外されて他の被害船の救難作業に従事したのち、9月25日に名瀬を出港して佐世保に回航された。「真鶴」は浸水を免れたものの、満潮時で3メートルに足らない水深しかなく、20日中の離礁作業は引出に失敗。9月26日に再度離礁を試みて、18時に離礁に成功する。ビルジキールが損傷したのみで航海に支障はなく、10月上旬に高雄に回航されて台湾航路の護衛任務に従事ののち、10月10日から25日まで佐世保海軍工廠で修理を受けた。また、加入船のうち、「武豊丸」は9月29日6時ごろに離礁してビルジキールが屈曲したほかは異常はなく、「極洋丸」の便乗者と積荷を乗せて古仁屋に回航された。「鵬南丸」は船体がサンゴ礁に乗っかり、周囲のサンゴ礁と岩礁を爆破しつつ離礁作業を進め、10月15日6時30分に離礁。タンクに亀裂が入るなどの被害があったものの致命傷とはならず、長崎に曳航されて修理を受けた
残る「極洋丸」、「江蘇丸」および「丹後丸」の被害はあまりにも大きかった。「江蘇丸」は船体を右に10度ほど傾け、船底部の破損も甚だしいことから、早々に救難の見込みがないと判断された。再調査では再生の可能性もゼロではないと見込まれたものの、最終的に放棄された。「極洋丸」は「鵬南丸」以上に船体を押し上げられており、船底は全長にわたって大破し、機関室なども大破して浸水が甚だしかった。離礁作業は日本海難救助の見立てでは「相当困難ニシテ且ツ長期間ヲ予想」しているが、「船齢若キ優秀船ニシテ損傷ハ比較的軽微ニ付此ノ際救助ヲ強行」する予定であった、しかしながら、「極洋丸」も最終的には放棄され、1944年（昭和19年）12月15日付で除籍・解傭された。「丹後丸」も船底が全長にわたって大破し、水深はわずかに2メートル程度しかなかった。積荷の移動も一時はままならなかったが、最終的には大部分を移動することができた。10月28日に最初の離礁作業が行われたが、船首が動いたのみで失敗。以後、6度にわたって離礁が試みられたが成功せず、そのうちに11月13日朝になって潜水艦の雷撃を受けて大破する。魚雷命中により「丹後丸」の浸水の度合いは増し、11月18日になって離礁作業をいったん断念して昭和19年に入ってから作業が再開されるも、昭和19年5月12日に作業打ち切りが通告されて船体放棄が決定した。

## その後
座礁したものの間もなく離礁した「金嶺丸」と、無事だった「昌元丸」、「西寧丸」および「力行丸」は、門司から急行した駆逐艦「呉竹」の護衛を受けて9月22日16時に名瀬を出港して高雄に向かい、9月26日に到着した。古仁屋で座礁した「富津丸」も離礁して復旧した。
「極洋丸」と「丹後丸」の船体は、放棄されたあともしばしば攻撃対象となった。1945年（昭和20年）1月19日には、アメリカ潜水艦「パーチー」 (USS Parche, SS-384) が、放棄された「極洋丸」と「丹後丸」の船体に向けて魚雷を発射して命中させている。沖縄戦が迫るころにはアメリカ第58任務部隊（マーク・ミッチャー中将）の艦載機による攻撃を受け、4月23日には敵艦船と誤認した特攻機が突入した。
「極洋丸」と「丹後丸」にはまた別の観点、保険の分野からも注目されていた。「極洋丸」には「あるぜんちな丸」（大阪商船、12,755トン）や「新田丸」（日本郵船、17,150トン）に匹敵する1700万円もの海上保険がかけられており、「極洋丸」の遭難が普通の海難と判定されれば、帝国海上保険が契約に基づいて巨額の保険金を支払わなければならなかった。しかも、遭難の内容を安田火災や損害保険統制会が知ったのは、遭難から約1年を経た昭和19年9月末のことであった。損害保険統制会は「極洋丸」の遭難報告書に基づいて事実関係を精査し、海軍の判断ミスが遭難を招いたと結論付けた。昭和19年12月28日にいたり、遭難は海軍の過失に基づくものと認定され、相当賠償額を海軍が支払うこと、差額は安田火災が補てんすることが決められた。すなわち、海軍が保険金1700万円のうちの1377万877円を所有者の極洋捕鯨に支払い、残りを安田火災が支払うことで決着した。この決着の背景には、「極洋丸」が海軍の特設運送船であることが伏線となっており、海軍との徴傭契約に基づく軍賠償となったわけである。
「極洋丸」とは対照的に、「丹後丸」は船舶運営会の手によって運航されていた。同じ第197船団加入船ながら、徴傭船とは異なる民間船であり、また座礁と雷撃という通常災害と戦争災害を併せ持った事案であるゆえに論議を呼んだ。「丹後丸」の事案が解決したのは戦争終結後の1946年（昭和21年）12月24日のことであったが、保険金168万円のうちの半額を日本郵船に支払い、残りは戦時補償特別税として徴収された。これは、GHQの指令により未収の補償金をも戦時補償特別税として徴収することとなったが、その額の確定のために「丹後丸」の補償問題を解決する必要があったため、単純に保険金を二分しただけのことであり、後刻「半分は通常の海難によるもの、もう半分は戦争危険に起因するもの」という理由づけがなされた。